# Магнус Юліус Делагарді
Граф Магнус Юліус Делагарді (швед. Magnus Julius De la Gardie;14 квітня 1669, Стокгольм — 28 квітня 1741, Стокгольм
) — шведський генерал-лейтенант (16 січня 1717 року), член ріксроду, президент Комерц-колегії, член партії «капелюхів».

## Біографія
Син Акселя Юліуса Делагарді. Закінчив Уппсальский університет.
З 1689 року на французькій королівській службі. Лейтенант, а з 1691 року капітан. Брав участь у війні Аугсбургської ліги, а пізніше у війні за Іспанську спадщину. В 1703 році став підполковником, а в 1707 році — полковником.
У 1709 році повернувся до Швеції. Полковник Далекарлійського піхотного полку. Учасник битв при Хельсінгборгу (1710 рік) і Гадебуші (1712 рік). Генерал-майор з 23 березня 1713 року. Учасник норвезьких походів 1716 і 1718 років. З 16 січня 1717 року генерал-лейтенант.
Його дочка, в шлюбі Єва Екеблад, стала першою жінкою в Шведській королівській академії наук. Онучка Гедвига Делагарди — дружина Р. М. Армфельта, першого президента Шведської академії.